# Christina Zemanova
Christina Zemanova (født 6. oktober 1980 i København) er en dansk journalist, tidligere redaktør på Børsen og chefredaktør på en række magasiner. Hun er nu pressechef på Politikens Forlag.
Zemanova blev uddannet fra Danmarks Medie- og Journalisthøjskole (DMJX) i 2005 og var i praktik på Politiken. Efter endt uddannelse fortsatte hun sin karriere på Politiken, hvor hun arbejdede fra 2005 til 2011, blandt andet som mediereporter. Hun har også skrevet klummer for Eurowoman og Politikens ibyen-sektion.
I 2011 blev Zemanova chefredaktør på magasinet Cover. Senere blev hun redaktør på Børsen Weekend og arbejdede også som journalist for Børsen. Hendes karriere inkluderer også stillinger som journalist på Euroman og chefredaktør for magasinerne In og Dossier.
Christina Zemanova bor i København og er mor til to piger.